# ويزلي باربوسا دي مورايس
ويزلي باربوسا دي مورايس (10 نوفمبر 1981 في البرازيل - ) هو لاعب كرة قدم كوريا الجنوبية وبرازيلي في مركز الهجوم. لعب مع أتلتيكو غويانيينسي وأتلتيكو مينييرو ونادي ساو كايتانو ونادي فيغورينسي ونادي غريميو بارويري وإيتومبيارا سبورت ‏ ونادي موجي ميريم ونادي ميراسول وتشونام دراغونز ونادي غانغوون ونادي ريو بريتو.

## وصلات خارجية
- ويزلي باربوسا دي مورايس على موقع دوري كوريا الجنوبية (الإنجليزية)
- ويزلي باربوسا دي مورايس على موقع قاعدة بيانات كرة القدم.إي يو (الإنجليزية)
- ويزلي باربوسا دي مورايس على موقع Soccerway.com (الإنجليزية)